# 에른스트 호펜베르크
에른스트 호펜베르크(독일어: Ernst Hoppenberg, 1878년 7월 26일 ~ 1937년 9월 29일)는 독일의 수구 및 수영 선수로 19세기말부터 20세기 초에 200m 종목에서 활약한 선수이다. 파리에서 열린 올림픽 수영 종목에 출전했으며 배영 200m와 200m 팀 단체전에서 금메달을 땄다. 브레멘에서 태어났다.
독일 수구 팀의 선수이기도 했으나 경기에 출전 하지는 않았다.
호펜베르크는 교통사고로 사망했다.